# Remigius Driutius
Remigius Driutius, latinisering van Remi Drieux, (Volkerinkhove, 1519 - Brugge, 12 mei 1594) was de eerste van de in totaal twee bisschoppen van Leeuwarden en werd daarna de tweede bisschop van Brugge.

## Levensloop
Drieux was de zoon van Remi Drieux senior en Katherina Fenaerts. Het ging om een begoede familie, sinds verschillende generaties gevestigd in het plaatsje Volkerinkhove bij Kassel en Wormhout in Frans-Vlaanderen. Het echtpaar kreeg negen kinderen, van wie Remi de oudste was.
Toen hij elf was kreeg hij al de kerkelijke kruinschering. In oktober 1535 vatte hij zijn universitaire studies aan in Leuven. Hij woonde er bij zijn oom, professor Michel Drieux (1495-1559), kanselier van de Universiteit, in wat later het Driutiuscollege werd genoemd. Hij volgde ook de lessen in het Collegium Trilingue. In 1538 behaalde hij de magistertitel en in 1542 werd hij licentiaat in beide rechten. In 1543 werd hij tot priester gewijd.
Van 1538 tot 1544 doceerde hij filosofie in het Leliecollege en vanaf 1544 werd hij professor burgerlijk recht en kanunnik van de Sint-Pieterskerk. Hij was toen pas vijfentwintig.
Rond 1555 werd hij kanunnik van de kathedraal van Kamerijk en benoemde de Kamerijkse bisschop, Robert van Croÿ (1519-1556) hem tot zijn officiaal, met residentieplaats in Brussel. In 1556 werd hij deken van het Sint-Jacobskapittel in Leuven. In 1557 benoemde koning Filips II hem tot kerkelijk raadsheer in de Grote Raad van Mechelen, functie die hij twaalf jaar zou uitoefenen. In 1558 werd hij ook nog proost van het Onze-Lieve-Vrouwekapittel in Brugge.

## Bisschop van Leeuwarden
Op 15 maart 1560 werd Drieux, op voordracht van Granvelle, tot eerste bisschop van Leeuwarden benoemd en in dit ambt bevestigd door de paus op 8 augustus 1561. Hij werd evenwel niet tot bisschop gewijd.
Het Bisdom Leeuwarden was op last van de Spaanse koning Philips II opgericht, met als doel de ketterij beter de kop te kunnen indrukken. Veel succes had dit plan niet.
Driutius aanvaardde de aanstelling maar schoorvoetend, onder druk van kardinaal Granvelle. Hij was het Fries niet machtig en deze verre opdracht trok hem weg uit zijn vertrouwde biotoop die in Leuven-Brussel-Mechelen lag. Het hevige verzet van de Staten van Friesland en van de Friese clerus verhinderden zijn installatie. Hij bleef dus verder in Mechelen actief en heeft nooit zijn bisdom kunnen in bezit nemen.
Ondertussen maakte de Reformatie zich van Friesland stilaan meester. In 1566 viel de Sint-Vituskerk zelfs ten prooi aan de beeldenstorm. In Leeuwarden werd Drieux 'opgevolgd' door Cuneris Petri, die wel enige tijd in Leeuwarden actief was, maar moest vluchten voor de gevolgen van de Reformatie.

## Bisschop van Brugge
Er bood zich ondertussen voor Drieux een nieuwe mogelijkheid aan, na de dood van de eerste bisschop van Brugge, Pieter de Corte. In november 1568 werd Drieux als opvolger aangesteld door Filips II en in september 1569 werd hij door de paus bevestigd. In november werd hij in Mechelen tot bisschop gewijd en in december werd hij in Brugge ingehuldigd. Zijn wapenspreuk luidde: 'Spes mea Christus' (Christus is mijn hoop).
In de moeilijke tijden die volgden, speelde Drieux een rol in de politiek van het land. In 1574 was hij, onder landvoogd Requesens, een van de pleiters voor overleg met het rebellerende Noorden, wat tot onderhandelingen in Breda leidde. In 1575 zag hij echter geen heil meer in overleg met Willem de Zwijger en was hij zeer waarschijnlijk geen voorstander van de Pacificatie van Gent. In 1577 ondertekende hij de Unie van Brussel en werd hij als afgezant van de Staten-Generaal gestuurd naar landvoogd Juan van Oostenrijk.
Op 24 oktober 1577 en hoewel hij ziek was, reisde Drieux naar Gent om er in de Staten van Vlaanderen op te roepen tot trouw aan het katholieke geloof en aan het wettelijk gezag van Filips II. Een paar dagen later werd hij, samen met andere afgevaardigden, gevangengenomen tijdens de Opstand die de Gentse calvinisten doorvoerden. De volgende vier jaar bleef hij gevangen, vaak in mensonterende omstandigheden. Na persoonlijke tussenkomst van Willem de Zwijger werd hij naar Dendermonde overgebracht. Hij kwam uiteindelijk vrij op 15 augustus 1581. Naar Brugge kon hij niet terug, aangezien die stad ook een calvinistisch bestuur had gekregen. Pas in 1584, na een gedwongen afwezigheid van zeven jaar zou hij, onder de hoede van de oprukkende landvoogd Farnese zijn bisdom opnieuw kunnen in handen nemen. Het kerkelijk bestuur was ondertussen, in uiterst moeilijke omstandigheden, behartigd door de twee vicarissen die hij had aangesteld, onder wie Jacob Eecke.
Na zijn terugkeer mocht Drieux op 29 november 1584 in de kapittelzaal van de kathedraal de relikwie van het H. Bloed in ontvangst nemen, die gedurende de Geuzentijd door Juan Perez de Malvenda vanaf september 1578 was verborgen in de woning van zijn schoonbroer, de protestantse schepen Jacques de Chantraine dit Broucsault, bij wie uiteraard niet werd geplunderd. Voortaan bekommerde zich Drieux uitsluitend om het geestelijke welzijn van zijn bisdom. Hij nam niet alleen de organisatie van het kathedrale kapittel en van zijn eigen staf van medewerkers in handen, maar zorgde ook voor het wijden van tientallen priesters, teneinde de openstaande plaatsen in te vullen. Hij trok veelvuldig op visitatie naar de plattelandsstreken waar de kerkelijke organisatie veel had te lijden gehad. Hij slaagde erin, zo besluit zijn biograaf, 'de gevolgen van de woelige geuzentijd voor stad en bisdom te milderen en de weg naar een heropbloei van het godsdienstig leven te openen'.
Bij testament dat hij al in 1576 had opgesteld deed hij een aanzienlijke schenking aan het Driutiuscollege, zodat men hem terecht als de tweede stichter kon eren. Na de Franse Revolutie werd het gebouw stadsbezit. Heden blijft van het voormalig college (herbouwd in 1776) slechts de poort over met een opschrift dat de jaartallen van de stichting en van de wederopbouw vermeldt.